# Бётерзен
Бётерзен (нем. Bötersen) — община в Германии, в земле Нижняя Саксония.
Входит в состав района Ротенбург-на-Вюмме. Подчиняется управлению Зоттрум. Население составляет 1079 человек (на 31 декабря 2010 года). Занимает площадь 19,85 км².
Коммуна подразделяется на 3 сельских округа.